# Bowie megye
Bowie megye az Amerikai Egyesült Államokban, azon belül Texas államban található. Megyeszékhelye Boston, legnagyobb városa Texarkana. Lakosainak száma 92 893 fő (2020. április 1.). Bowie megye McCurtain, Little River, Miller, Cass, Morris és Red River megyékkel határos.

## Népesség
A megye népességének változása:
| Lakosok száma | 92 651 | 92 862 | 93 022 | 93 487 | 93 389 | 92 893 |
|               | 2010   | 2011   | 2012   | 2013   | 2015   | 2020   |